# Францисканцы в Беларуси
Францисканцы в Белоруссии — монахи нищенствующего ордена францисканцев, проповедующие любовь к ближнему с соблюдением апостольской бедности и аскетизма.

## История
На территории Великого княжества Литовского (современные Белоруссия, Литва, часть Польши, Украины, Латвии, России) францисканцы начали свою миссионерскую деятельность при великом князе Гедимине. При нём францисканцы основали свои костёлы в Вильне и Новогрудке. Первый монастырь ордена был построен в Вильне в середине XIV века. Приблизительно в это же время конвенты (союзы) францисканцев были созданы в Ошмянах, Лиде и Пинске, которые входили в состав Польской провинции.
В 1388—1398 гг. первым Виленским епископом был францисканский монах Андрей Вашилло (Василло), бывший духовник королевы Ядвиги. В 1392 году он освятил на великокняжеский престол князя Витовта. Позднее соорудил в Вильно капеллу святого Андрея.
В 1398—1407 гг. вторым Виленским епископом был Иаков (Георгий Плихта) герба Жнин, уроженец Великого княжества Литовского, из монахов Францисканского ордена
13 июля 1443 года князь свирский Ян по прозвищу Крыг с женой Доротой и родственниками даровал виленским францисканцам у Панны Марии на Песках зерно и гречку из своей деревни Мядель в обмен на две еженедельные службы и запись их в поминальные книги после их смерти. 28 сентября 1449 года княжна Дорота по прозвищу Сонька с сыном Талимунтом, князем на Свири, подарила десятину со своей деревни Мядель за души их дедов и отца с детьми.
7 июля 1468 года Ян Гаштольд, сын Петра Гаштольда, вместе с женой Екатериной Петковой и детьми пожаловали грамоту виленским францисканцам у Девы Марии на Песках. В гарамоте было записано 10 бочек со двора Ольшево, 5 жита и 5 овощей, по одной бочке пшеницы и гороха, одного поросенка ежегодно с обязательством совершения двух еженедельных служб - одну за живых, вторую за мертвых, неделю молитв при поминках после их смерти.
В 1625 году была создана самостоятельная Русско-Литовская провинция Св. Антония Падуанского. В 1686 г. провинция была разделена на 2 самостоятельные провинции Св. Казимира: Русскую и Литовскую. В 1772 г. Литовская провинция насчитывала 31 конвент, из которых 21 конвент располагался на белорусских землях.
В 1819 году Литовская провинция по приказу царских властей была объединена с Русской провинцией и разделена на 6 кустодий. После восстания 1830—1831 гг. большинство монастырей францисканцев было упразднено.

## Мужские монастыри на территории современной Белоруссии (1772)

### Виленская кустодия
- Гольшаны (1618 конвент и приход Св. Иоанна Крестителя вместе с жилым корпусом монастыря, фундатор Павел Стефан Сапега);
- Ошмяны (1505 конвент Вознесения Девы Марии, дарственная грамота великого князь Александра Ягеллончика);
- Ивенец (1702 конвент Св. Михаила Архангела, фундатор стольник минского суда Теодор Ванькович);
- Минск (1676 конвент Св. Антония Падуанского, фундатор стольник минского суда Теодор Ванькович);
- Новогрудок (1434 Свято-Никольский собор; жилой корпус монастыря около 1780);
- Шейбаки возле Лиды (1737, конвент Св. Бенедикта).

### Гродненская кустодия
- Гродно (1635 конвент и приход Девы Марии Ангельской, основали Сюзанна и Евстахий Курч);
- Дрогичин (1749 конвент Св. Франциска Ассизского, пинский маршалок М. Арешко, в иной транскрипции — Ожешко);
- Лапеневцы Берестовицкого района (1633 конвент Св. Антония Падуанского);
- Пинск (1396 конвент и приход Вознесения Девы Марии, князь Жигимонт Кейстутович);
- Свислочь (1705 конвент Св. Франциска Ассизского).

### Ковенская кустодия
- Поставы (1617 конвент Св. Антония Падуанского, основатели Станислав и Анна Сенкевичи-Беганские);
- Прозороки (1698 конвент Вознесения Девы Марии);
- Удело (1643 мстиславльский воевода Иосиф Корсак построил храм Непорочного Зачатия Девы Марии).

### Полоцкая кустодия
- Губино (1714 конвент Посещения Девы Марии);
- Дисна (1583 основал король Стефан Баторий, 1630 конвент Непорочного Зачатия Пресвятой Девы Марии);
- Лукомль (1636—1637 конвент Вознесения Девы Марии);
- Орша (1680, конвент Вознесения Девы Марии, жилой корпус нач. XVIII в.);
- Полоцк (1628 пожаловали Теофил и Кристина Храповицкие, 1684 конвент и приход Св. Антония Падуанского);
- Сенно (1609 конвент Франциска Ассизского, в 1772 Тадеуш и Ядвига Огинские перестроили его в храм Св. Троицы и построили монастырь);
- Сутин, 2,5 км к СВ от деревни (6 км на ЮВ от Матеевичей), в лесу был Серафинский францисканский монастырь и конвент[5][6] (основан 11 февраля 1762 Казимиром и Бенедиктой из Виндарских Янишевских, овручских подстолиев, монастырь был упразднён в 1833 году[7]).

## После 1772 года
В более поздний период встречаются сведения о монастырях францисканцев в д. Гриневичи Свислочского района (до 1792 костел Св. Иоанна Крестителя) и п. Зельва (1815).